# Isophysidoideae
Isophysis é um género botânico monotípico pertencente à família Iridaceae.
A única espécie do gênero, Isophysis tasmanica é considerada uma das Iridaceae mais primitivas, por diversas características, sendo a mais evidente o seu ovário súpero (as demais Iridaceae possuem ovário ínfero).

## Espécies
- Isophysis tasmanica (Hook.) T. Moore, Proc. Linn. Soc. Lond., 2: 212. 1853.